# Смяцька сільська рада (Сновський район)
Смя́цька сільська́ ра́да — адміністративно-територіальна одиниця та орган місцевого самоврядування у Сновському районі Чернігівської області. Адміністративний центр — село Смяч.

## Загальні відомості
Смяцька сільська рада утворена в 1960 році.
- Територія ради: 42,666 км²
- Населення ради: 868 осіб (станом на 2001 рік)

## Населені пункти
Сільській раді підпорядковані населені пункти:
- с. Смяч

## Склад ради
Рада складається з 15 депутатів та голови.
- Голова ради: Лисенко Тетяна Василівна
- Секретар ради: Красенко Тетяна Михайлівна

### Керівний склад попередніх скликань
| ПІБ                      | Основні відомості                                                 | Дата обрання | Дата звільнення |
| ------------------------ | ----------------------------------------------------------------- | ------------ | --------------- |
| Лисенко Тетяна Василівна | Сільський голова, 1974 року народження, освіта вища               | 26.03.2006   | 31.10.2010      |
| Лисенко Тетяна Василівна | Сільський голова, 1974 року народження, освіта вища, позапартійна | 31.10.2010   |                 |

Примітка: таблиця складена за даними джерела

### Депутати
За результатами місцевих виборів 2010 року депутатами ради стали:

#### За суб'єктами висування
| Суб'єкт висування           | Кількість обраних депутатів | %    |
| --------------------------- | --------------------------- | ---- |
| Самовисування               | 8                           | 53,3 |
| Партія регіонів             | 6                           | 40   |
| Комуністична партія України | 1                           | 6,7  |

#### За округами
| № округу                    | Прізвище, ім'я, по батькові     | Дата визнання обраним | Освіта             | Партійна приналежність                        | Відомості про обраного депутата                            |
| --------------------------- | ------------------------------- | --------------------- | ------------------ | --------------------------------------------- | ---------------------------------------------------------- |
| Комуністична партія України |                                 |                       |                    |                                               |                                                            |
| 15                          | Решетник Ніна Михайлівна        | 05.11.2010            | вища               | позапартійна                                  | пенсіонер                                                  |
| Партія регіонів             |                                 |                       |                    |                                               |                                                            |
| 4                           | Демиденко Геннадій Андрійович   | 05.11.2010            | середня спеціальна | позапартійний                                 | тимчасово не працює                                        |
| 7                           | Красенко Тетяна Михайлівна      | 05.11.2010            | вища               | позапартійна                                  | Сільська рада, секретар                                    |
| 8                           | Ділова Валентина Василівна      | 05.11.2010            | середня спеціальна | позапартійна                                  | тимчасово не працює                                        |
| 11                          | Кислуха Алла Миколаївна         | 05.11.2010            | середня спеціальна | позапартійна                                  | тимчасово не працює                                        |
| 12                          | Цигоняко Михайло Федорович      | 05.11.2010            | середня            | позапартійний                                 | приватний підприємець                                      |
| 14                          | Підгарна Віра Іванівна          | 05.11.2010            | вища               | член Партії регіонів                          | тимчасово не працює                                        |
| Самовисування               |                                 |                       |                    |                                               |                                                            |
| 1                           | Радченко Людмила Анатоліївна    | 05.11.2010            | середня спеціальна | позапартійна                                  | пошта, начальник відділення                                |
| 2                           | Полуда Анатолій Іванович        | 05.11.2010            | середня спеціальна | позапартійний                                 | тимчасово не працює                                        |
| 3                           | Агі Валентина Михайлівна        | 05.11.2010            | середня спеціальна | позапартійна                                  | Петровське ССТ, продавець                                  |
| 5                           | Грабовець Валентина Василівна   | 05.11.2010            | середня            | член Всеукраїнського об'єднання «Батьківщина» | тимчасово не працює                                        |
| 6                           | Бурдело Валентина Іванівна      | 05.11.2010            | середня спеціальна | позапартійна                                  | Сільська рада, бухгалтер                                   |
| 9                           | Анопрієнко Валентина Михайлівна | 05.11.2010            | середня            | позапартійна                                  | приватний підприємець                                      |
| 10                          | Лімаз Олена Андріївна           | 05.11.2010            | середня спеціальна | член Всеукраїнського об'єднання «Батьківщина» | Смяцький фельдшерсько-акушерський пункт, молодша медсестра |
| 13                          | Муравко Тетяна Михайлівна       | 05.11.2010            | вища               | позапартійна                                  | Смяцька загальноосвітня школа, вчитель                     |